# Aulacophora blackburni
Aulacophora blackburni is een keversoort uit de familie bladkevers (Chrysomelidae). De wetenschappelijke naam van de soort werd in 1914 gepubliceerd door Bowditch.